# PNA Dr. Bernardo Houssay (MOV-1)
El PNA Dr. Bernardo Houssay (MOV-1) es un motovelero oceanográfico de la Prefectura Naval Argentina.

## Construcción y características
Fue construido por Burmeister & Wain en Dinamarca para la Woods Hole Oceanographic y bautizado en 1930 Atlantis.
El velero tiene 334 t de desplazamiento, 43,51 m de eslora, 8,56 m de manga y 3,62 m de calado; 1 motor diésel Caterpillar (velocidad 12 nudos); y 53 tripulantes.

## Historia de servicio
Fue adquirido por la Armada Argentina en 1964 como ARA El Austral sirviendo de oceanográfico. Puesto en reserva en 1980, la armada le dio la baja definitiva. En 1988 fue transferido a la prefectura cambiándose su nombre a PNA MOV-1 Dr. Bernardo Houssay. Fue reconstruido por Tandanor de Buenos Aires uniéndose la nave a la prefectura en 2001.
En 2021 asistió al Bicentenario de la Independencia del Perú cumpliendo la primera visita a Perú de una nave de la prefectura argentina. En 2022 participó del evento Velas de Latinoamérica en Río de Janeiro, Brasil.